# In Your Eyes
Az In Your Eyes az ausztrál énekes-dalszerző Kylie Minogue 2002. január 21-én megjelent második kimásolt kislemeze 8.  Fever című stúdióalbumáról. A dalt Minogue, Richard Stannard, Julian Gallagher, és Ash Howes írta, a producerek pedig Stannard és Gallagher voltak. Ez egy dance-pop dal, mely a szexuális kísértésről szól. Európában a Can’t Get You Out of My Head sikere miatt elhalasztották a januári megjelenést, és végül a dalt február 18-án adta ki a Parlophone.
Az "In Your Eyes" pozitív fogadtatásban részesült a kritikusok részéről, akik dicsérték a fülbemászó refrént, és a produkciót, de sok kritikus nem szívesen értékelte az albumon szereplő dalt. Ausztráliában az első helyen debütált a dal, melyet az ARIA arany minősítéssel díjazta. Az Egyesült Királyságban a 3. helyezést érte el, melyet a BPI ezüst minősítéssel jutalmazta. A kislemez Finnországban, Magyarországon, Kanadában, Új-Zélandon is Top 20-as sláger lett.
Az "In Your Eyes" című dalhoz tartozó klipet Dawn Shadforth rendezte, és Minogue előző kislemezének a Can’t Get You Out of My Head  című dal sci-fi kiterjesztésének képzelték el. Minogue és számos tartalék táncos szerepel a klipben, LED lámpákkal körülvéve. Az "In Your Eyes" című dalt a Fever turnéján adták elő először, és azóta a legtöbb koncertkörúton szerepel, beleértve a Money Can't Buy című egyszeri koncertműsort, illetve legutóbb a 2018-as Golden Tour-on hangzott el a dal.

## Előzmények és megjelenés
Minogue 2001-es kislemezének, a "Can't Get You Out of My Head"-nek a sikere után Minogue kiadója, a Parlophone kiadta a második kislemezt a Fever című albumról. Minogue számos írót, és producert vont be a munkálatokba, mint Richard Stannard, Julian Gallagher és Ash Howes, akik mindannyian együtt dolgoztak Minogue-val a 7. albumon, a Light Years címűn. Mind a négyen, beleértve Minogue-t is, együtt írták az "In Your Eyes"-t, míg Stannard és Gallagher a dal producer munkáit látta el. A "Can't Get You Out of My Head" sikere után bejelentették, hogy az "In Your Eyes" lesz az album második hivatalos kislemeze, mely 2002. januárjában jelenik meg. Az elsöprő siker és az európai rádiós sugárzás miatt azonban a kislemez megjelenését 2002 februárjára  halasztották.
Zeneileg az "In Your Eyes" egy dance-pop dal, amely nu-disco és europop elemeket is tartalmaz. Az első verzében Minogue énekhangja  F♯m-D-D-C-Bm-től♯ terjed. Amikor eléri a refrént az ének F♯m-Bm-C-től♯ terjed. Az akkordok alapvetően minden versszakban ismétlődnek. A PopMatters és az NME szerint a dal "egy újabb diszkó hangzású klubszám, amely lírailag tovább hajtja Minogue-ot egy szexuálisabb hangzás felé az "I Wanna Make It With You" dalszövegben. Ian Wade a Yahoo! Musictól Minogue Spinning Around című dalához hasonlította. Azt mondta: Az "In Your Eyes az, amely pimaszul utal a visszatérő slágerre a "Spinning Around-ra".

## Kritika
Sal Cinquemani a Slant Magazintól a dalt egy "fertőző klubslágernek" nevezte, amely fertőzésre vár a rajongók körében.

## Kereskedelmi sikerek
Európában az "In Your Eyes" 2002. február 18-án jelent meg. Eredetileg januárra tervezték a megjelenést, de elhalasztották a "Can't Get You Out of My Head" sikere miatt. A brit kislemezlistán a 3. helyen debütált, ezzel Minogue 22. Top 10-es kislemeze lett az országban. A dal huszonhárom hétig volt a listán. A dal Európa más részein is sláger lett, és Top 5-ös sláger lett Csehországban, Görögországban, Magyarországon, és Lengyelországban. Kanadában a dal a 11. helyig jutott, azonban az amerikai listára nem került fel, mivel ott a "Can't Get You Out of My Head" című dalt akkor jelentették meg.
Ausztráliában a dal a terveknek megfelelően 2002. január 21-én jelent meg, és az első helyen debütált az ARIA kislemezlistáján, és Minogue negyedik kislemez lett, amely 2000 óta a legmagasabb helyezést érte el. Az ARIA arany minősítéssel díjazta a több mint 35.000 eladott példányt. Az új-zélandi RIANZ listán a 18. helyig jutott, és tizennyolc hétig maradt a slágerlistán.

## Videoklip
A dalhoz készült klipet Dawn Shadforth rendezte. A videóban Minogue színes neonfényekkel teli stúdióban látható. Két szekvencia van, melyből az elsőben Minogue és egy csapat táncos látható színes háttér előtt, a másodikban Minogue pörög a villogó fények háttere előtt. A videó során a két jelenet összefonódik, majd fokozatosan elhalványul.
A videó a futurisztikus téma kiterjesztését tartalmazta, amelyet először a "Can't Get You Out of My Head" című videóban alkalmaztak. Minogue és művészeti vezetője, William Baker érdeklődni kezdtek a robotikus, szaggatott mozgások utcai értelmezése iránt, és ezt is belefoglalták a videóba. A jelmezek is ezt az érdeklődést képviselik, melyet Baker úgy jellemzte, mint a "hip-hop chic" és sci-fi őrültség keveréke.
A kislemez kereskedelmi megjelenése előtt a videoklip nagy sikert aratott az MTV Hit List UK slágerlistán, ahol az első helyen állt, az MTV Europe slágerlistáján a 20 legjobb közül pedig a 4. lett. A videó először DVD kislemezként jelent meg Ausztráliában, majd később 2002-ben felkerült az Ultimate Kylie válogatáslemezt kísérő DVD-re is, amely 2004 decemberében jelent meg.

## Élő előadások és a dal felhasználás más médiákban

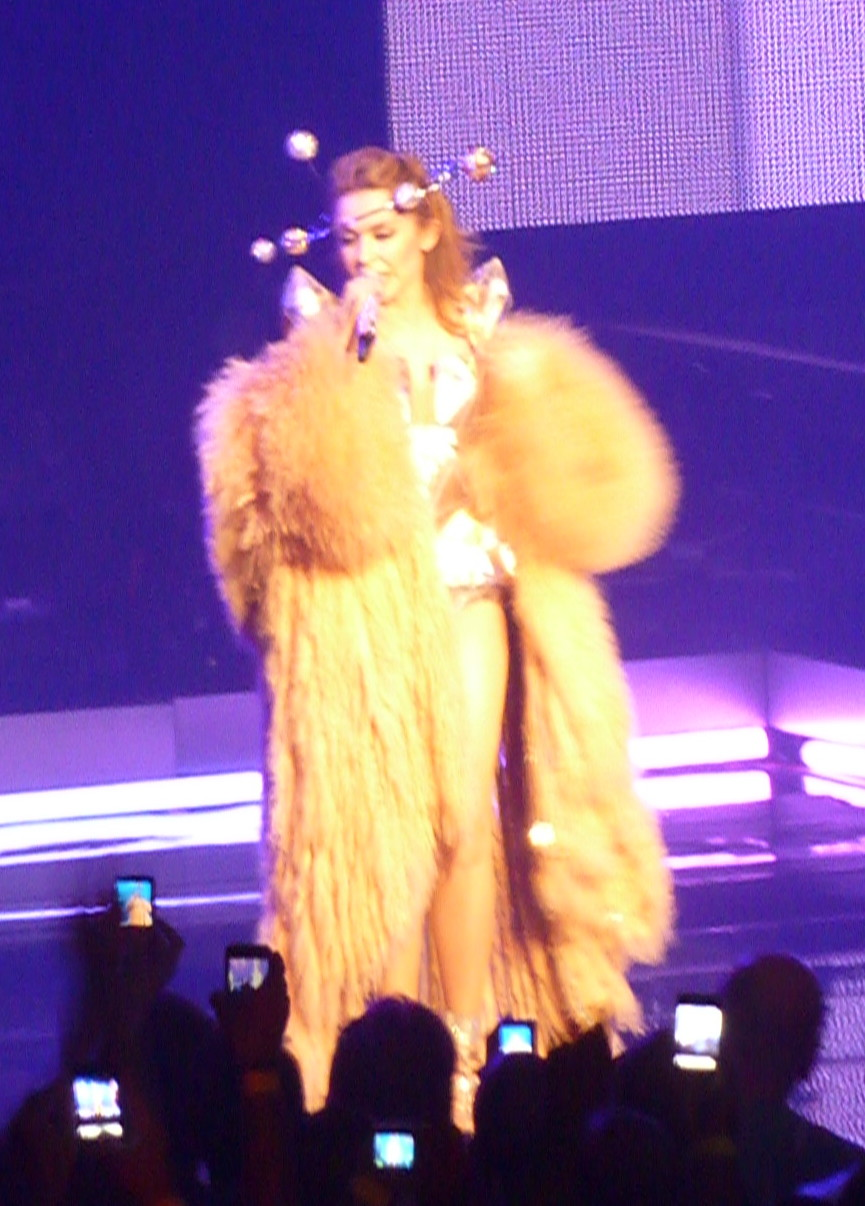
Minogue előadja a dalt a For You, For Me Tour 2009-es turnén.

A dalt először az An Audience with Kylie Minogue című műsorban azdták elő. Az "In Your Eyes" bekerült a KylieFever2002 turné "Sex in Venice" című szekciójába, ahol a dalt egyveleg formájában adták elő önmaga latin változatával, a Please Stay-vel és a "Rhythmm of the Night" című dal refrénjével. A dalt ezután 2003-ban adta elő Minogue a Money Can't Buy című egyszeri fellépésén, hogy népszerűsítse 9. Body Language című stúdióalbumát. A dal az "Electro" szegmensben szerepelt a harmadik felvonásban. A dal a show második dalaként hangzott el mind a Showgirl: The Homecoming Tour és Showgirl: The Greatest Hits Tour turnékon. A dal remix változata a KylieX2008 és a For You, For Me Tour-on is elhangzott, ahol mindkét esetben az első részben szerepelt. A dalnak ezen verziója a Kylie Summer 2015 szetlistájára is felkerült. A dal szerepelt az Aphrodite: Les Folies Tour turnén 2011-ben Japánban, ahol ott kérésre hangzott el. A "Can't Get You Out of My Head" után került fel a próba szetlistára, aztonban végül a fő showból törölték a dalt. 2018-ban a dalt átdolgozták, és bekerült a Radio 2 Live in Hyde Park című előadásba is, majd később a Golden Tour-on is szerepelt. A dal ezen változatát kombinálták a KylieX2008 verziójával, és előadták Minogue 2019-es nyári turnéján is. A közelmúltban készült egy újradolgozás Steve Anderson és Richard Stannard által, mely második dalként került fel az Infinite Disco live streamjébe, mely Minogue 15. Disco (2020) promóciójaként indítottak el.
A dalt a 2020-as The Hater című thrillerben is felhasználták, melyet Jan Komasa rendezett. A film egy melegklubban játszódik Maciej Stuhrral és Maciej Musiałowskival.

## Formátumok és számlista
| Ausztrál CD1 1. "In Your Eyes" – 3:18 2. "Never Spoken" – 3:19 3. "Harmony" – 4:16 4. "In Your Eyes" (The S-Man's Release mix) – 7:32 Ausztrál CD2 1. "In Your Eyes" – 3:18 2. "In Your Eyes" (Mr. Bishi mix) – 7:12 3. "In Your Eyes" (Jean Jacques Smoothie dub) – 6:20 4. "In Your Eyes" (Saeed & Palesh main mix) – 8:35 Ausztrál limitált kiadású DVD single 1. "In Your Eyes" (video) 2. "Can't Get You Out of My Head" (video) 3. "In Your Eyes" (Roger Sanchez Release the Dub mix) 4. "Can't Get You Out of My Head" (Nick Faber mix) UK CD1 1. "In Your Eyes" – 3:18 2. "Tightrope" – 4:27 3. "Good Like That" – 3:33 UK CD2 1. "In Your Eyes" – 3:18 2. "In Your Eyes" (The S-Man's Release mix) – 7:32 3. "In Your Eyes" (Jean Jacques Smoothie mix) – 6:21 | UK 12-inch bakelit A1. "In Your Eyes" (Saeed & Palesh main mix) – 8:34 B1. "In Your Eyes" (Powder's Spaced dub) – 7:25 B2. "In Your Eyes" (Roger Sanchez Release the Dub mix) – 7:15 Európai CD single és UK kazetta single 1. "In Your Eyes" – 3:18 2. "Tightrope" – 4:27 Digital EP 1. "In Your Eyes" (Jean Jacques Smoothie dub) – 6:20 2. "In Your Eyes" (Jean Jacques Smoothie mix) – 6:21 3. "In Your Eyes" (Knuckleheadz mix) – 3:47 4. "In Your Eyes" (live in Manchester) – 5:20 5. "In Your Eyes" (Mr. Bishi mix) – 7:12 6. "In Your Eyes" (Powder's dub) – 7:12 7. "In Your Eyes" (Powder's Spaced dub) – 7:25 8. "In Your Eyes" (Saeed & Palesh main mix) – 8:35 9. "In Your Eyes" (Saeed & Palesh Nightmare dub) – 8:35 10. "In Your Eyes" (The S Man's Release mix) – 7:32 |

## Slágerlista
| Slágerlista (2002)                    | Legjobb helyezések |
| ------------------------------------- | ------------------ |
| Ausztrália (ARIA)                     | 1                  |
| 1                                     |                    |
| Ausztria (Ö3 Austria Top 40)          | 22                 |
| Belgium (Ultratop 50 Flanders)        | 18                 |
| Belgium (Ultratop 50 Wallonia)        | 11                 |
| Canada (Nielsen SoundScan)            | 11                 |
| Canada Radio (Nielsen BDS)            | 18                 |
| Canada AC (Nielsen BDS)               | 50                 |
| Canada CHR/Top 40 (Nielsen BDS)       | 13                 |
| Czech Republic (IFPI)                 | 2                  |
| Dánia (Tracklisten Top 40)            | 10                 |
| Europe (Eurochart Hot 100)            | 7                  |
| Finnország (Singlet Top 20)           | 7                  |
| Franciaország (Single Top 100)        | 24                 |
| Németország (Media Control Charts)    | 18                 |
| Greece (IFPI)                         | 3                  |
| Hungary (Mahasz)                      | 1                  |
| Hungary (Single Top 40)               | 4                  |
| Írország (IRMA)                       | 6                  |
| Olaszország (FIMI)                    | 7                  |
| Hollandia (Top 40)                    | 14                 |
| Hollandia (Single Top 100)            | 15                 |
| Új-Zéland (Recorded Music NZ)         | 18                 |
| Poland (Polish Airplay Charts)        | 5                  |
| Romania (Romanian Top 100)            | 1                  |
| Russia Airplay (Music & Media)        | 2                  |
| Scandinavia Airplay (Music & Media)   | 3                  |
| Skócia (Scottish Singles Top 40)      | 3                  |
| Spanyolország (PROMUSICAE)            | 7                  |
| Svédország (Sverigetopplistan)        | 20                 |
| Svájc (Schweizer Hitparade)           | 8                  |
| Egyesült Királyság (UK Singles Chart) | 3                  |

| Slágerlista (2002)                | Helyezések |
| --------------------------------- | ---------- |
| Australia (ARIA)                  | 71         |
| Belgium (Ultratop 50 Wallonia)    | 96         |
| Canada (Nielsen SoundScan)        | 83         |
| Europe (Eurochart Hot 100)        | 78         |
| Ireland (IRMA)                    | 82         |
| Italy (FIMI)                      | 41         |
| Netherlands (Dutch Top 40)        | 95         |
| Switzerland (Schweizer Hitparade) | 70         |
| UK Singles (OCC)                  | 60         |
| UK Airplay (Music Week)           | 6          |

## Minősítések
| Régió                                                       | Minősítés | Eladott példányszám |
| ----------------------------------------------------------- | --------- | ------------------- |
| Ausztrália (ARIA)                                           | arany     | 35 000^             |
| Egyesült Királyság (BPI)                                    | ezüst     | 200 000^            |
| ^ Kiszállítási példányszámok kizárólag a minősítés alapján. |           |                     |

## Közreműködők
- Ének: Kylie Minogue
- Háttérének: Richard Stannard
- Mixek: Ash Howes at Biffco Studios
- Gitár: Martin Harrington
- Dob: Mimi Tachikawa
- Basszus: Steve Lewinson